# Grupo Desportivo Palmeira
Maillots
Le Grupo Desportivo Palmeira ou Palmeira de Santa Maria, est un club cap-verdien de football basé à Santa Maria sur l'île de Sal.   Le logo est identique à celui du Sporting CP,.

## Histoire
Le club remporte son premier titre de champion de l'île de Sal en 1984, et son dernier en 2000.  
Le club a remporté trois Coupes, deux supercoupes, et le tournoi d'ouverture en 2007.

## Palmarès
- Championnat du Cap-Vert (2)
  - Champion : 2023, 2025
- Coupe du Cap-Vert (1)
  - Vainqueur : 2025
- Championnat de l'île de Sal : 4

Vainqueur en 1984/85 et 1999/00
- Coupe de l'île de Sal : 3

Vainqueur en 2012, 2013 et 2015
- Super Coupe de l'île de Sal: 2

Vainqueur en 1999/00 et 2011/12
- Tournoi d'ouverture de l'île de Sal : 1

Vainqueur en 2006/07